# روار يوهانسن
روار يوهانسن (بالنرويجية البوكمول: Roar Johansen)‏ هو مدرب كرة قدم نرويجي، ولد في 19 نوفمبر 1968 في موس في النرويج.

## وصلات خارجية
- روار يوهانسن على موقع قاعدة بيانات كرة القدم.إي يو (الإنجليزية)